# El ardor
El ardor es una película de Acción - película del oeste hispano-estadounidense-francesa de 2014 dirigida y escrita por Pablo Fendrik. Está protagonizada por Gael García Bernal en el papel de un chamán solitario que rescata a una mujer secuestrada por mercenarios que fueron los responsables de la muerte de su padre granjero y se apoderaron de su propiedad.
La película se estrenó mundialmente el 19 de mayo de 2014 durante el Festival de Cannes, por fuera de la competencia oficial, en la sección «proyección especial». Además, El ardor fue considerada para ser enviada como una de las películas candidatas para representar a Argentina en la 87.ª edición de los Premios Óscar en la categoría a la mejor película internacional, pero finalmente Relatos salvajes (2014) de Damián Szifrón fue seleccionada.

## Sinopsis
Cuenta la historia de un misterioso y solitario chamán amazónico llamado Kaí, que tiene como misión rescatar a la hija de un productor de tabaco que fue asesinado por una banda de deforestadores y busca venganza por ello.

## Elenco
- Gael García Bernal como Kaí
- Alice Braga como Vania
- Chico Díaz como Joo
- Claudio Tolcachir como Tarquinho
- Jorge Sesán como Tulio
- Iván Steinhardt como Vando
- Lautaro Vilo como Jara

## Recepción

### Comentarios de la crítica
La película recibió críticas mixtas a negativas por parte de los críticos tras su estreno en Cannes. David Rooney de The Hollywood Reporter le otorgó a la película una reseña mixta, donde manifestó «a pesar de la ardiente pasión implícita en su título, este estruendo en la jungla carece de calidez». En su reseña para Variety, Peter Debruge escribió «el inusual ejercicio de género de Fendrik se desarrolla en una ardua cámara lenta hacia un emocionante clímax grindhouse, pero carece de la tensión espeluznante que una mezcla de sonido más inquietante podría crear».
Fionnuala Halligan de Screen International expresó que la película «luce fascinante, las orillas del río Paraná envueltas en niebla y vegetación; el director de fotografía Julián Apezteguia cambia de rumbo para manejar el tiroteo de una manera occidental clásica y llena de polvo, y el los interludios con el jaguar local son particularmente atractivos». Finalmente, describió a la película como «un juego de venganza en la jungla atmosférico, aunque un poco laborioso».

### Premios y nominaciones
| Lista de premios y nominaciones | Lista de premios y nominaciones | Lista de premios y nominaciones    | Lista de premios y nominaciones    | Lista de premios y nominaciones | Lista de premios y nominaciones |
| Año                             | Organización                    | Categoría                          | Nominado/a(s)                      | Resultado                       | Ref(s)                          |
| ------------------------------- | ------------------------------- | ---------------------------------- | ---------------------------------- | ------------------------------- | ------------------------------- |
| 2014                            | Premios Fénix                   | Mejor fotografía                   | Julián Apezteguía                  | Ganador                         | [ 7 ] [ 8 ]                     |
| 2014                            | Premios Fénix                   | Mejor sonido                       | Leandro De Loredo                  | Nominado                        | [ 7 ] [ 8 ]                     |
| 2014                            | Premios Sur                     | Mejor película                     | El ardor                           | Nominado                        | [ 9 ]                           |
| 2014                            | Premios Sur                     | Mejor director                     | Pablo Fendrik                      | Nominado                        | [ 9 ]                           |
| 2014                            | Premios Sur                     | Mejor guion original               | Pablo Fendrik                      | Nominado                        | [ 9 ]                           |
| 2014                            | Premios Sur                     | Mejor fotografía                   | Julián Apezteguía                  | Nominado                        | [ 9 ]                           |
| 2014                            | Premios Sur                     | Mejor montaje                      | Leandro Aste                       | Nominado                        | [ 9 ]                           |
| 2014                            | Premios Sur                     | Mejor dirección de arte            | Micaela Saiegh                     | Nominada                        | [ 9 ]                           |
| 2014                            | Premios Sur                     | Mejor diseño de vestuario          | Kika Lopes                         | Nominada                        | [ 9 ]                           |
| 2014                            | Premios Sur                     | Mejor sonido                       | Leandro De Loredo                  | Nominado                        | [ 9 ]                           |
| 2014                            | Premios Sur                     | Mejor música original              | Sebastián Escofet y Julián Gándara | Nominados                       | [ 9 ]                           |
| 2014                            | Premios Sur                     | Mejor maquillaje y caracterización | Martín Macías Trujillo             | Nominado                        | [ 9 ]                           |
| 2015                            | Premios Cóndor de Plata         | Mejor actor de reparto             | Claudio Tolcachir                  | Nominado                        | [ 10 ]                          |
| 2015                            | Premios Cóndor de Plata         | Mejor fotografía                   | Julián Apezteguía                  | Nominado                        | [ 10 ]                          |
| 2015                            | Premios Cóndor de Plata         | Mejor sonido                       | Leandro De Loredo                  | Nominado                        | [ 10 ]                          |
| 2015                            | Premios Cóndor de Plata         | Mejor música original              | Sebastián Escofet y Julián Gándara | Nominados                       | [ 10 ]                          |